# Korea Automobile Manufacturers Association
Корейська асоціація виробників автомобілів або КАМА (кор. 한국자동차산업협회, англ. Korea Automobile Manufacturers Association) є південнокорейською автомобільною та автотранспортною асоціацією. КАМА є некомерційною організацією, що представляє інтереси автомобілебудівників в Кореї. Штаб-квартира КАМА знаходиться у Баноподаеро 25, Сеочо-гу, Сеул, Південна Корея. Асоціація була створена в липні 1988 року.

## Автовиробники
- Hyundai Motor Company
- Kia
- GM Korea
- Renault Korea
- KG Mobility Corporation